# IntraText

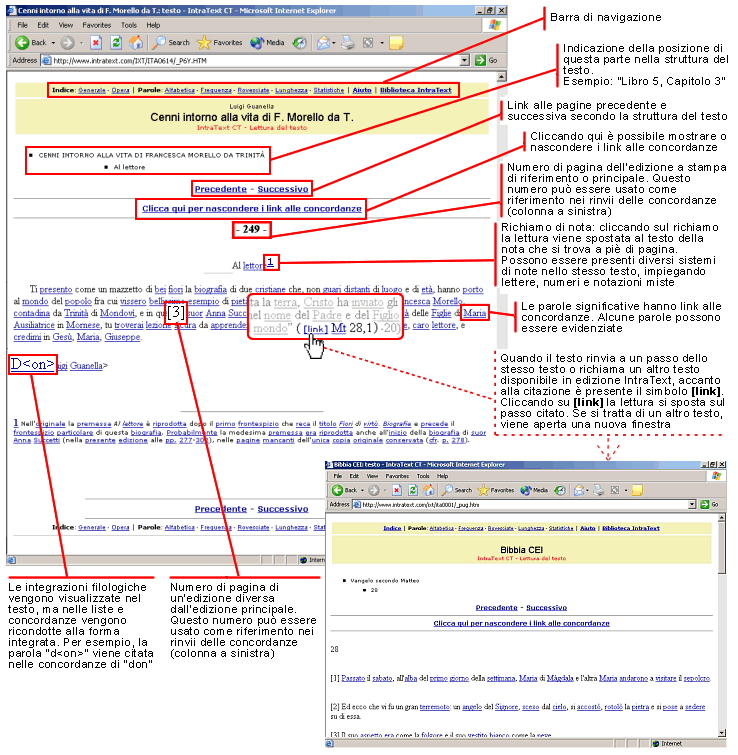
Fig. 1 Pagina di testo IntraText

IntraText (acronimo IXT) è uno strumento per consultare testi in modo ipertestuale, con accuratezza scientifica, per mezzo di un'interfaccia intuitiva tipo Tablet PC e senza barriere elettroniche.
L'interfaccia IntraText applica un modello di ergonomia cognitiva basato sull'ipertesto lessicale e sull'interfaccia tipo Tablet PC o touch screen. Utilizza un insieme di strumenti e metodi di analisi basati su TAL - Trattamento Automatico della Lingua (detto anche NLP - Natural Language Processing, Elaborazione del linguaggio naturale, HLT - Human Language Technologies).
Applicazioni dell'interfaccia IntraText sono presenti anche on-line. Vedi la sezione collegamenti esterni.

## Dal punto di vista del lettore

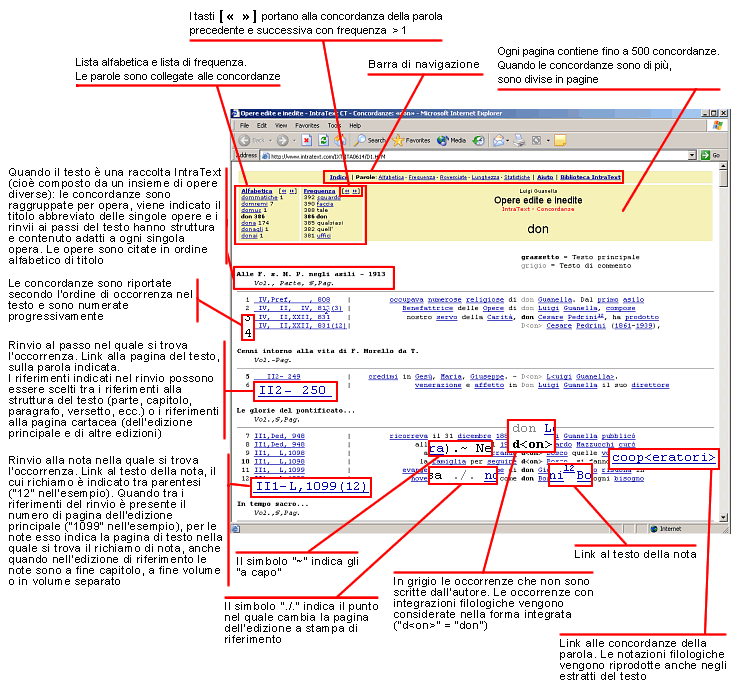
Fig. 2 Pagina delle concordanze IntraText

L'interfaccia IntraText è uno strumento di lettura, consultazione e ricerca nel quale ogni operazione si può attivare con clic della penna o del mouse.
Le concordanze, le liste, le statistiche e il collegamento diretto alle opere citate sono strumenti utili per guidare la lettura e approfondire la conoscenza del testo.
Il passaggio dalla lettura alle altre funzioni è possibile in ogni momento, grazie al fatto che tutte le parole rilevanti sono collegate alle relative concordanze.
Le funzioni di ricerca e di aiuto del navigatore si possono utilizzare appieno.
L'interfaccia tipo Tablet PC permette di consultare e fare ricerche senza usare la tastiera, ma semplicemente con il mouse e la penna o il touch screen del Tablet PC.
L'elevata accessibilità e usabilità dell'IntraText sono una delle caratteristiche più apprezzate.

## Dal punto di vista della pubblicazione
IntraText è uno strumento per realizzare edizioni elettroniche di elevata qualità sia per gli aspetti editoriali e filologici, sia per gli aspetti linguistici. Tali edizioni possono essere pubblicate su Internet, Intranet o distribuite su CD-ROM secondo diverse modalità.
IntraText utilizza l'ipertestualizzazione lessicale per realizzare link tra il testo e le concordanze delle parole rilevanti.
IntraText permette di riprodurre fedelmente le edizioni scientifiche: note (anche organizzate in più sistemi notazionali), notazioni filologiche, riferimenti a una o più edizioni cartacee, distinzione nelle concordanze tra lessico dell'autore e lessico di altri, uso di diverse lingue nello stesso testo ecc.
IntraText inoltre permette di ottenere rinvii ipertestuali all'interno del testo e richiami ipertestuali ad altre opere, quando esse sono disponibili in edizione IntraText.

## Controllo della qualità editoriale
L'interfaccia IntraText viene generata da un sistema che esegue sul testo verifiche e produce strumenti di controllo orientati a ottenere edizioni di elevata qualità. In particolare:
- controllo lessicale: il sistema evidenzia la presenza di parole non conformi a un dizionario di riferimento e produce una lista di servizio specifica;
- controllo delle note: se il testo contiene note, il sistema controlla la corrispondenza tra note e richiami e produce tabelle di riferimento. Vi sono edizioni IntraText con più di 10.000 note.
- controllo degli elementi multimediali (immagini ecc.): se il testo contiene elementi multimediali, il sistema controlla che tutti gli elementi siano effettivamente presenti e produce liste di controllo con i nomi di file degli elementi multimediali citati.
- controllo dei riferimenti: se il testo contiene rinvii ad altre parti dello stesso testo o richiami ad altri testi disponibili in edizione IntraText, il sistema controlla la correttezza dei riferimenti indicati (esempio: "Mt I, 28") e produce una lista di controllo.

## Raccolte IntraText
IntraText permette di presentare raccolte di testi sotto forma di unico ipertesto. Per esempio, le Opera Omnia di un autore, corpora ecc.
La raccolta IntraText crea un sistema di navigazione che mantiene la separazione tra i testi e le differenze strutturali ma ne unifica la consultazione attraverso le concordanze.
La raccolta IntraText ha un sommario a due livelli: elenco delle opere e, per ognuna di esse, indice dell'opera.